# Singulus Technologies

Historisches Logo

Die Singulus Technologies AG ist ein an der Frankfurter Börse gelistetes deutsches Maschinenbauunternehmen mit Hauptsitz in Kahl am Main.
Singulus stellt Produktionsanlagen in den Bereichen Vakuumdünnschichttechnik, Life Science, Halbleitertechnologie, Sensorik, Solartechnik, Magnetspeicher, MRAM, Wafer-Produktion, Mikro-elektromechanische Systeme (MEMS), Telekommunikationselektronik, Chip Packaging, optische Datenträger (CD, DVD und Blu-Ray) und technische und dekorative optische Beschichtungen her.

## Geschichte
Die Singulus Technologies GmbH entstand 1995 durch ein Management-Buy-out aus dem Unternehmen Leybold. Im August 1997 wurde das Unternehmen in eine Aktiengesellschaft umgewandelt. 2005 erwarb Singulus eine Mehrheit an der Konkurrentin STEAG HamaTech AG.
Im Januar 2008 übernahm Singulus das Blu-ray-Disc-Anlagengeschäft der Oerlikon Balzers AG.
Nachdem Singulus 2007 bereits 51 Prozent der Solarfirma Stangl (Fürstenfeldbruck) erworben hatte, kam es 2009 zur kompletten Übernahme. 2012 entließ Singulus dann 40 Prozent der Stangl-Belegschaft.
Die Aktie von Singulus gehörte bis September 2012 dem Technologiewerte-Index TecDAX an.
Vorstandsvorsitzender war von 2010 bis 2024 Stefan Rinck. Der Aktienkurs des Unternehmens sank von 491,20 Euro am Jahresbeginn 2010 auf 1,74 Euro am Jahresbeginn 2024. Größte Einzelaktionäre sind im Jahr 2024 die chinesische Triumph Science & Technology Group, eine Tochter der CNBM (China National Building Materials), und Universal-Investment-Gesellschaft.

## Vorstand
Gleichberechtigte Vorstände sind seit Jahresbeginn 2025 Markus Ehret, vormaliger Finanzvorstand, und Lars Lieberwirth.

## Aufsichtsrat
Aufsichtsratsvorsitzender ist Wolfhard Leichnitz.